# Heads Will Roll
Heads Will Roll è un singolo del gruppo musicale statunitense Yeah Yeah Yeahs, pubblicato nel 2009 ed estratto dall'album It's Blitz!.

## Video musicale
Il video musicale è stato diretto da Richard Ayoade.

## Tracce
- CD/7"

1. Heads Will Roll – 3:44
2. Heads Will Roll (Passion Pit Remix) – 4:39

- Digital Remix EP

1. Heads Will Roll (Passion Pit Remix) – 4:37
2. Heads Will Roll (Tommie Sunshine Remix) – 5:22
3. Heads Will Roll (Little Vampire Remix) – 4:47
4. Heads Will Roll (James Iha Remix) – 4:15
5. Heads Will Roll (A-Trak Remix) – 6:23